# Bicycle (píseň)
„Bicycle“ je píseň velšského hudebníka a hudebního skladatele Johna Calea. Poprvé vyšla v roce 2003 jako první z alba HoboSapiens. Singl vyšel pouze na 12" vinylové desce, nikoliv však v digitální formě ani na CD. Hudbu i text k písni složil Cale a produkoval ji Cale spolu s Nickem Franglenem. Skladba „Bicycle“ zde byla použita ve stejné verzi jako na albu samotném; na B-straně singlu byla použita píseň „Look Horizon“ v remixu od japonského producenta Zongamin.

## Seznam skladeb
Autorem všech skladeb je John Cale.
| Pořadí | Název                         | Délka |
| ------ | ----------------------------- | ----- |
| 1.     | Bicycle                       |       |
| 2.     | Look Horizon (Zongamin Remix) |       |